# Bewitched (gruppo musicale svedese)
I Bewitched sono gruppo musicale heavy/black metal svedese fondato nel 1995 a Umeå.

## Formazione

### Formazione attuale
- Kristoffer "Wrathyr" Olivius - voce, basso
- A. Hellfire - chitarra
- Marc Malice - batteria

### Ex componenti
- Marcus "Vargher" Norman - voce, chitarra
- Fredrik Degerström - chitarra
- Anders Nyström - voce, chitarra
- Reaper - batteria
- Stormlord - batteria

## Discografia

### Album in studio
- 1996 - Diabolical Desecration
- 1997 - Pentagram Prayer
- 1999 - At the Gates of Hell
- 2002 - Rise of the Antichrist
- 2006 - Spiritual Warfare

### Live
- 1997 - Hell Comes to Essen

### EP
- 1996 - Encyclopedia of Evil
- 2004 - Atrocities in A-Minor